# Deer Park (Texas)
Deer Park város az USA Texas államában, Harris megyében. Lakosainak száma 34 495 fő (2020. április 1.).

## Története
A várost 1892-ben alapította Simeon H. West, egy Illinois állambeli farmer, törvényhozó, utazó. A települést Mexikói-öböl síkságán kóborló nagyszámú szarvasról nevezte el. Még ugyanebben az évben nyílt meg egy vasútállomás, majd 1893-ban egy postahivatal.

## Népesség
A település népességének változása:

| 2010 | 32 010 |
| 2020 | 34 495 |